# 프라임 러브
《프라임 러브》(영어: Prime)는 미국에서 제작된 벤 영거 감독의 2005년 로맨틱 코미디 드라마 영화이다. 메릴 스트리프, 우마 서먼, 브라이언 그린버그 등이 출연하였고, 제니퍼 토드 등이 제작에 참여하였다. 이 영화는 전 세계에서 6,790만 달러의 수익을 거두었다.

## 출연진
- 메릴 스트리프
- 우마 서먼
- 브라이언 그린버그
- 존 에이브럼스
- 애니 퍼리스
- 마두르 자프리
- 존 로스먼
- 제리 애들러
- 잭 오스
- 오브리 돌러
- 아토 에산도
- 나오미 에이본

## 기타 제작진
- 공동 제작: 앤서니 커태거스
- 배역: 엘런 루이스
- 미술: 마크 리커
- 의상: 멀리사 토스

## 사운드트랙
1. RJD2 – "Ghostwriter" (Remix)
2. 듀크 엘링턴, 존 콜트레인 – "In a Sentimental Mood"
3. 루퍼스 웨인라이트 – "Peach Trees"
4. 라이언 쇼어 – "Rafi and David"
5. 러 티그러 – "Fake French"
6. 스테이시 켄트 – "Isn't This a Lovely Day?"
7. 대니얼 메리웨더 – "Still Got Me"
8. 레이 라몬테인 – "Shelter"
9. 데비 노바 – "Laylo"
10. 시드셀 엔데센, 부예 베셀토프트 – "Try"
11. 레이철 야마가타 – "I Wish You Love"
12. 라이언 쇼어 – "Prime Suite"